# Saint-Polycarpe, Québec
Saint-Polycarpe är en kommun och tätort (centre de population) i provinsen Québec i Kanada. Den ligger i regionen Montérégie och provinsen Québec, i den sydöstra delen av landet, 110 km öster om huvudstaden Ottawa. Kommunen bildades 1988 genom sammanslagning av bykommunen och socknen med samma namn.